# De sju topparna

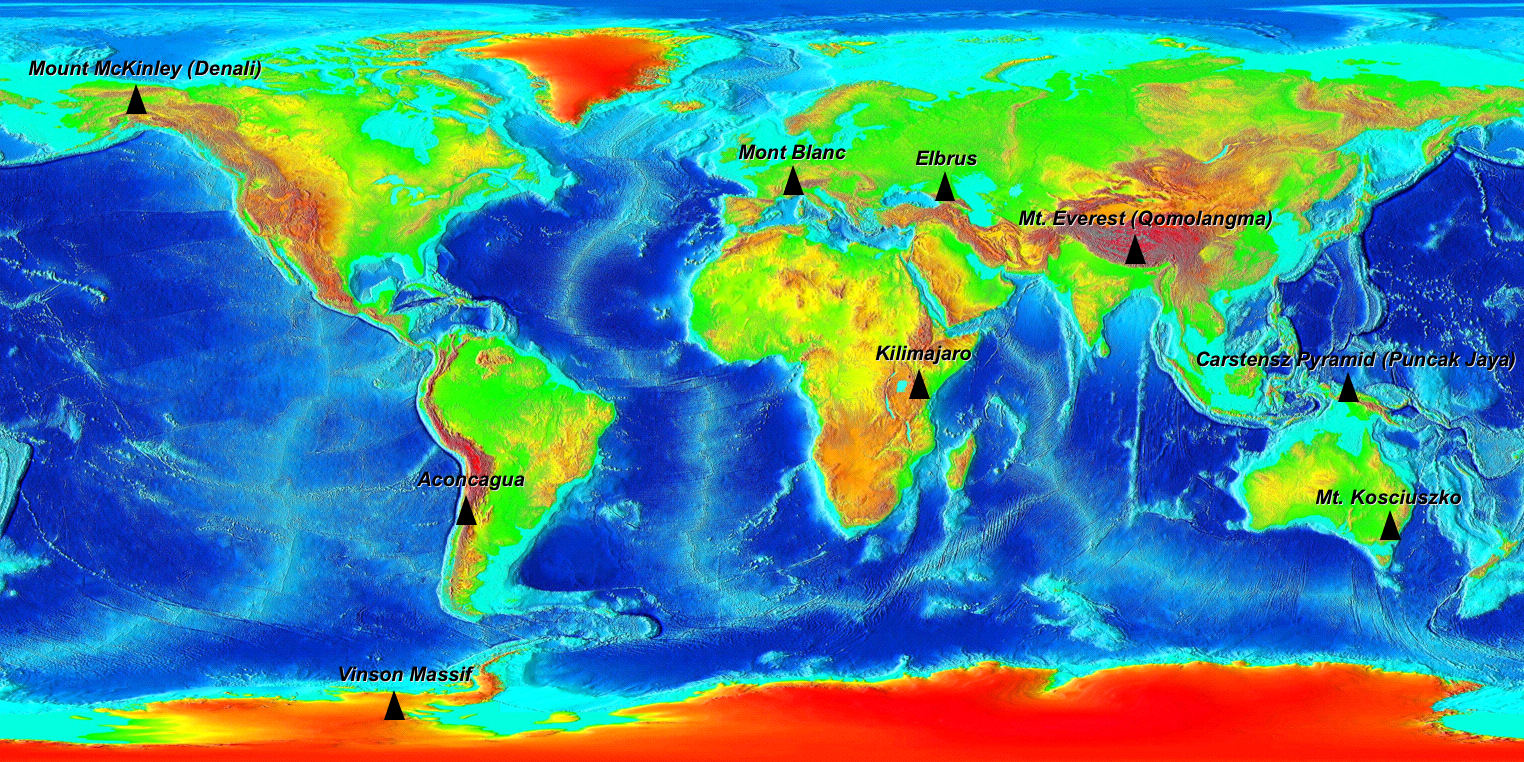
Seven Summits. Kartan visar nio bergstoppar, då definitionen var de olika kontinentala gränserna går inte är helt vedertaget.

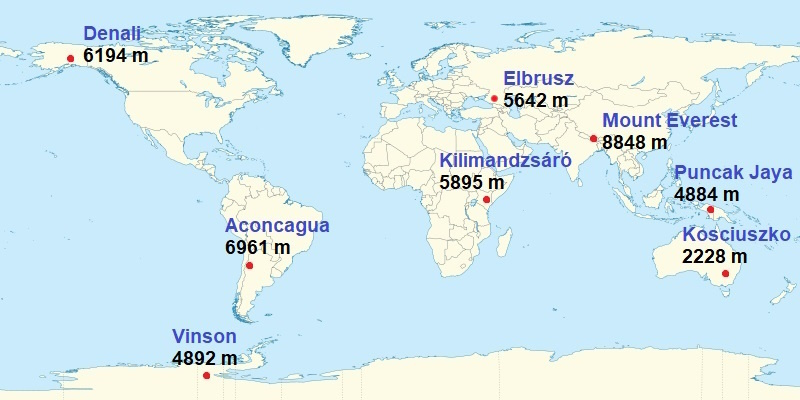
De sju topparna / Seven Summits.

De sju topparna, engelska Seven summits, är beteckningen för de högsta bergstopparna i de sju världsdelarna. Ingående bergstoppar varierar då det inte är helt vedertaget var de olika kontinentala gränserna går. En bestigning av alla högsta toppar är en bedrift och utmaning inom bergsbestigning. En motsvarighet inom simsporten är "Oceans Seven".

## Definition
På grund av olika geologiska, geografiska och geopolitiska tolkningar av var de kontinentala gränserna går finns flera definitioner för vilken som är den högsta toppen på en kontinent. Seven summits baserar sig på de sju kontinenter som finns med i den västeuropeiska och nordamerikanska kontinentmodellen.
Det finns två parallella listor, Bass-lista och Messner-lista. Den som först myntade begreppet Seven summits var Richard Bass år 1980. Bass valde berget Mt Kosciuszko i 
Australien som högsta berg på den australiska kontinenten. Reinhold Messner gav ut en annan lista där han ersatte Mt Kosciuszko med berget Puncak Jaya på ön Nya Guinea. Ur ett klättrarperspektiv är Messners val en större utmaning eftersom Mt Kosciuszko räknas som ett mycket lätt berg. Pat Morrow utnyttjade det argumentet när han försvarade Messners lista.
| "Seven" Summits (sorterade efter kontinent) | "Seven" Summits (sorterade efter kontinent) | "Seven" Summits (sorterade efter kontinent) | "Seven" Summits (sorterade efter kontinent) | "Seven" Summits (sorterade efter kontinent) | "Seven" Summits (sorterade efter kontinent) | "Seven" Summits (sorterade efter kontinent) | "Seven" Summits (sorterade efter kontinent) |
| "Bass"                                      | "Messner"                                   | Topp                                        | Höjd m                                      | Kontinent                                   | Bergskedja                                  | Land                                        |                                             |
| ------------------------------------------- | ------------------------------------------- | ------------------------------------------- | ------------------------------------------- | ------------------------------------------- | ------------------------------------------- | ------------------------------------------- | ------------------------------------------- |
| X                                           | X                                           | Kilimanjaro (toppen Kibo)                   | 5 895                                       | Afrika                                      | -                                           | Tanzania                                    |                                             |
| X                                           | X                                           | Vinson Massif                               | 4 892                                       | Antarktis                                   | Ellsworth Mountains                         | anspråk av Chile                            |                                             |
| X                                           |                                             | Kosciuszko                                  | 2 228                                       | Australien                                  | Great Dividing Range                        | Australien                                  |                                             |
|                                             | X                                           | Carstensz Pyramid (Puncak Jaya)             | 4 884                                       | Oceanien                                    | Maokebergen                                 | Indonesien                                  |                                             |
| X                                           | X                                           | Everest                                     | 8 849                                       | Asien                                       | Himalaya                                    | Nepal, Kina                                 |                                             |
| X                                           | X                                           | Elbrus                                      | 5 642                                       | Europa (Asien)                              | Kaukasus                                    | Ryssland                                    |                                             |
| X                                           | X                                           | Denali (McKinley)                           | 6 194                                       | Nordamerika                                 | Alaska                                      | USA                                         |                                             |
| X                                           | X                                           | Aconcagua                                   | 6 962                                       | Sydamerika                                  | Anderna                                     | Argentina                                   |                                             |

I Oceanien är det högsta berget på det australiensiska fastlandet Mt. Kosciuszko (2 228 m) medan det högsta berget inom världsdelen är Puncak Jaya (4 892 m) (Indonesien).
I Europa är gränsdragningen för den kontinentala gränserna oklar, det är numera vedertaget att den högsta berget i Europa är Elbrus (5 642 m) i Kaukasus. Vissa anser dock att Kaukasusbergen inte tillhör Europa och därför skulle Mont Blanc (4 808 m) i Alperna enligt tidigare vara Europas högsta berg.

## Historia
1980 satte Richard Bass, som var en amerikansk affärsman och amatörklättrare, upp ett eget mål där han skulle bestiga det högsta berget på alla de sju kontinenterna, inklusive Australiens fastland. Han anlitade David Breashears som guide till bestigningen av Mt Everest - den svåraste av de sju topparna. Bass besteg alla berg med Mt Everest som den sista 1985, och blev den första att nå alla toppar. 1988 utkom berättelsen Seven Summits i bokform.
Reinhold Messner reviderade senare Bass-lista genom att ersätta Australiens fastland med kontinenten Oceanien. Pat Marrow var den första som antog Messners utmaning och var den första att klara av alla åtta bergstoppar på båda listorna.

### Bestigning Seven Summits
Förste person att bestiga Seven Summits (Bass-lista) var Richard Bass själv. Den 30 april 1985 nådde han toppen av Mt Everest som den sista av de 7 bergstopparna.
Förste kvinnan att bestiga Seven Summits (Bass-lista och Messner-lista) var japanska Junko Tabei. Den 28 juni 1992 nådde hon toppen av Puncak Jaya som den sista av de 7 bergstopparna.
1990 blev nyzeeländske Rob Hall och Gary Ball de första som klarade Seven summits på sju månader. De använde Bass-lista och startade med Mt Everest den 10 maj 1990 och avslutade projektet den 12 december 1990 med ett par timmars marginal.
2006 blev Olof Sundström och Martin Letzter första svenskar att klara Seven Summits (Bass-lista och Messner-lista). Den 26 november 2006 nådde de toppen på Vinson Massif som den sista av de 7 bergstopparna. De blev även först i världen med att åka skidor nedför samtliga Seven summits enligt både Bass och Messners listor, i och med detta har de satt svenskt rekord och världsrekord på samma gång.
2014 blev Renata Chlumska första svenska kvinna att bestiga Seven Summits (Messner-lista). Den 15 december 2014 nådde hon toppen av Vinson Massif som den sista av de 7 bergstopparna.
I mars 2007 har fler än 198 klättrare klarat av de sju topparna från antingen Bass eller Messners listor. Av dessa har 30 procent klättrat alla åtta toppar som krävs för att bli godkänd enligt båda listorna.
Snabbast att bestiga de högsta topparna enligt Bass-lista var indiske Malli Mastan Babu som besteg alla bergstoppar på 172 dagar. Svenske Fredrik Sträng hade tidigare Guinness världsrekord efter att på 191 dagar bestigit Seven Summits enligt Messner-lista.